# شهر راید
شهر راید (به انگلیسی: City of Ryde) یک منطقهٔ مسکونی در استرالیا است که در نیو ساوت ولز واقع شده‌است.